# حمله ۲۰۱۷ بارسلونا
حمله بارسلونا ۲۰۱۷ روز پنجشنبه ۱۷ اوت در اسپانیا رخ داد. در این واقعه یک وانت ون به خیابان لا رامبلا، بارسلون حمله کرده و جمعیت حاضر در پیاده‌رو را زیر گرفت. در واقعه‌ای دیگر پلیس اسپانیا گفت که در شهر ساحلی کمبریلز یک خودرو جمعیت را زیر گرفت و پلیس توانست آن را خنثی کند که طی آن حداقل پنج مظنون انتحاری در این شهر توسط پلیس کشته شدند. در جریان این حملات تا کنون دست کم ۲۰ نفر از جمله مهاجمان کشته و بیش از ۱۲۰ نفر زخمی شدند. دو مظنون به دست داشتن در این حادثه پس از حمله از محل متواری شدند. دولت اسلامی (داعش) مسئولیت این حملات را بر عهده گرفت.
به دنبال این حملات در اسپانیا سه روز عزای عمومی اعلام شد.
به گزارش پلیس اسپانیا روز دوشنبه ۲۱ اوت یونس ابویعقوب عامل اصلی حمله بارسلون به ضرب گلوله پلیس در منطقه سوبیراتز، واقع در غرب بارسلون کشته شد. ابویعقوب راننده خودروی باری در شهر بارسلون اسپانیا بود که به جمعیت زد. پلیس اسپانیا گفت که دوازده هدف اصلی عملیات مقابله با حوادث تروریستی اخیر یا کشته یا دستگیرشده‌اند.

## جزئیات حمله

### حمله بارسلون
یک خودروی ون باری سفید متوسط بعد از ظهر روز پنجشنبه ۱۷ اوت ۲۰۱۷ در بلوار «رامبلا» خود را به میان عابران زد که طی آن ۱۳ نفر کشته و بیش از ۱۰۰ نفر زخمی شدند. گفته می‌شود راننده ون پس از این آن از خودرو خارج شده و فرار کرده‌است.
به گزارش روزنامه‌های اسپانیایی دو فرد مسلح در یکی از رستوران‌های منطقه وقوع حادثه پناه گرفته‌اند و پلیس در جستجوی آنهاست. ون توسط یک شهروند اسپانیایی‌تبار مراکشی متولد فرانسه اجاره شد. مقام‌های امنیتی می‌گوید که وی را بازداشت کرده‌است.
در کنفرانس مطبوعاتی که توسط پلیس در ساعت ۷ بعدازظهر محلی برگزار شد، سخنگوی پلیس ماهیت تروریستی این رویداد را تأیید کرد.

### حمله در کمبریلز
در واقعه ای دیگر بامداد روز جمعه ۱۸ اوت در شهر ساحلی کمبریلز مهاجمان چند نفر را با یک خودروی "آئودی" مدل " آ۳ "، زیر گرفتند و زخمی‌کردند. به گفته مقامات محلی یک مأمور پلیس و شش غیرنظامی مجروح شدند. یکی از زخمی‌شدگان یک روز پس از این حمله از شدت جراحات درگذشت. در این حمله مقامات پلیس اسپانیا از کشته شدن پنج مظنون توسط نیروهای امنیتی خبر دادند که همگی دارای کمربند انتحاری بودند. مقامات دولت محلی گفتند که این حمله مشابه حمله مرگبار بارسلون بود و افراد کشته شده با حمله روز پنجشنبه در بارسلون مرتبط بودند. پلیس روز ۱۹ اوت در گزارش تکمیلی گفت جلیقه‌های انتحاری این ۵ نفر غیرواقعی بوده‌است.

### حمله به ایست بازرسی
پلیس کاتالونیا اعلام کرد که خودروی دیگری در یک ایست بازرسی به نیروهای پلیس حمله کرد که طی آن دو نفر مجروح شده‌اند. پلیس گفت راننده خودرو سه کیلومتر جلوتر به ضرب گلوله از پا درآمد.

### حادثه انفجار خانه در آلکانار
مقام‌های اسپانیا همچنین از حادثه انفجار در یک خانه در شهر آلکانار خبر دادند که چهارشنبه شب ۱۶ اوت اتفاق افتاد و پلیس آن را مرتبط با حملات بارسلون و کمبریلز می‌داند. متعاقباً پلیس کاتالونیا در ۲۱ اوت اعلام کرد فرد کشته شده در این خانه امام پیشین شهر ریپولی به نام عبدالباقی الساطی، بود که اغلب اعضای گروه مظنون به حملات در آن زندگی می‌کردند. حادثه انفجار خانه نیز بر اثر انفجار کپسول گاز بوده‌است که در تجسس بیشتر از این خانه ۱۲۰ کپسول گاز و نیز پروکسید استون کشف گردید.

## محل حملات
محل حمله روز پنجشنبه ۱۷ اوت بلوار «رامبلا» در شهر بارسلون اسپانیا قرار دارد و از شلوغ‌ترین و پر رفت‌وآمدترین مناطق توریستی است.
حمله صبح جمعه ۱۸ اوت در کمبریلز، واقع در ۱۲۰ کیلومتری جنوب بارسلون رخ داد.

## اقدامات
پس از واقعه پلیس به صورت گسترده در محل حضور پیدا کرد و تعداد زیادی آمبولانس نیز در محل حادثه حاضر شدند. پلیس منطقه را به‌طور کامل محاصره کرد و ایستگاه‌های مترو و اتوبوس‌های شهری نزدیک محل حادثه نیز بسته شده‌اند.

## تلفات و خسارات
در ساعت ۸:۲۰ بعدازظهر به وقت محلی، دولت کاتالان تأیید کرد که در حمله بارسلون ۱۳ نفر کشته و بیش از ۱۰۰ نفر زخمی شدند. رسانه‌های بین‌المللی به نقل از یک مقام دولت محلی اعلام کردند، که حال ۱۵ نفر وخیم گزارش شده‌است. در حمله شهر کمبریلز نیز یک مأمور پلیس و شش غیرنظامی مجروح شدند که یکی از زخمی‌شدگان یک روز پس از این حمله از شدت جراحات درگذشت. ۵ مظنون حمله نیز توسط پلیس کشته شدند. در جریان این حملات تاکنون دست کم ۲۰ نفر از جمله مهاجمان کشته و بیش از ۱۲۰ نفر زخمی شدند.
دولت منطقه ای کاتالونیا اعلام کرد که مردمی از ۲۴ کشور مختلف در میان زخمی‌های حمله بارسلون دیده می‌شوند که ده‌ها شهروند فرانسه جزو آن هستند. همچنین یک شهروند بلژیک نیز در میان کشته شدگان است.

## مسئولیت و مظنونان حمله

صفحه اصلی مجله فکاهی شارلی ابدو که ارتباط اسلام و اسلامگرایان با حمله ۲۰۱۷ بارسلونا را به تصویر کشیده‌است (ترجمه تیتر: اسلام، دین صلح... ابدی!)

دولت اسلامی (داعش) با انتشار بیانیه‌ای که توسط خبرگزاری اعماق در همان روز حمله بارسلون منتشر شد، مسئولیت این حمله را بر عهده گرفت. همچنین روز شنبه ۱۹ اوت با انتشار بیانیه‌ای مسئولیت حمله در شهر کمبریلز در کاتالونیا را نیز برعهده گرفت. در جریان حملات پنجشنبه شب و بامداد جمعه ۱۴ شهروند از کشورهای مختلف کشته و بیش از ۱۲۰ نفر زخمی شدند.
طبق گزارش‌ها راننده خودرو بعد از کوبیدن به جمعیت در بارسلون، از خودرو پیاده شد و فرار کرد. پلیس نام مظنون اصلی حمله را ادریس اوکبیر زاده اهل مراکش معرفی و تصویر وی را نیز منتشر کرده‌است.
پلیس اسپانیا روز شنبه ۱۹ اوت خبر از کشف یک «حلقه تروریستی» ۱۲ نفره داد که در حملات منطقه کاتالونیا دست داشته‌اند. به گفته پلیس ۵ نفری که در تیراندازی پلیس در شهر کمبریلز کشته شدند، از این حلقه ۱۲ نفره بوده‌اند و عکس ۴ نفر را نیز منتشر کرده‌است. سه عکس منتشر شده مربوط به سعید علاء ۱۸ ساله، موسی اوکبیر ۱۷ ساله و محمد هشامی ۲۴ ساله است که همگی مراکشی‌تبار بوده‌اند و در شهر کمبریلز به ضرب گلوله پلیس کشته شدند. نفر چهارم به نام یونس ابویعقوب ۲۲ ساله و او نیز مراکشی‌تبار است که از نظر پلیس راننده ون عامل حمله بارسلونا و مهم‌ترین فرد این حلقه است که زنده و همچنان متواری است و به نظر می‌رسد از مرز اسپانیا- فرانسه گذشته‌است. چهار نفر دیگر نیز که سه نفر از آن‌ها مراکشی و یکی اسپانیایی است در بازداشت به سر می‌برند. یکی از این افراد ادریس اوکبیر برادر موسی اوکبیر است.

### کشته شدن عامل اصلی حمله
پلیس اسپانیا روز دوشنبه ۲۱ اوت خبر داد که مظنون اصلی حمله بارسلون را در منطقه سوبیراتز، واقع در ۴۰ کیلومتری غرب بارسلون با شلیک گلوله از پای درآورده است. وی که یونس ابویعقوب نام داشت راننده راننده ون سفید رنگ حمله‌کننده به جمعیت در شهر بارسلون اسپانیا بود. پلیس ایالت کاتالوینا نیز تأیید کرد که فرد کشته شده، مسئول اصلی عملیات تروریستی در بارسلون است. گفته شده بود که وی کمربند انتحاری به همراه داشته‌است ولی پلیس بعد از بررسی جنازه دریافت که کمربند انفجار واقعی نبوده‌است. به نوشته رسانه‌های اسپانیا ولی فریاد «الله اکبر» سرداده است.
رئیس پلیس کاتالونیا ضمن تأیید مرگ ابویعقوب از ادامه عملیات امنیتی خبر داد و تأیید کرد که شمار مهاجمان همان ۱۲ نفر است که پیشتر اعلام شده بود.

### نقشه‌های مظنونان حمله
روز ۲۰ اوت جوزف لوئیس تپروو رئیس پلیس کاتالینا از بخشی از نقشه‌های هسته تروریستی ۱۲ نفره مظنونان حملات تروریسی اسپانیا پرده برداشت و گفت این افرد ۱۲۰ کپسول گاز جمع‌آوری کرده بودند و قصد داشتند که از آن‌ها در حملات خود استفاده کنند. پلیس همچنین گفت که مهاجمان برای انجام این حملات و پر کردن سه خودرو ون از مواد منفجره به مدت شش ماه برنامه‌ریزی کرده بودند. کپسول‌های گاز در همان خانه در شهر آلکانار پیدا شد که چهارشنبه شب ۱۶ اوت در آن انفجاری رخ داده بود. پلیس اسپانیا گفت با خنثی شدن این طرح بزرگ تروریستی، از کشته شدن صدها نفر و ایجاد حمام خون در این کشور جلوگیری شده‌است.
روز ۲۳ اوت پلیس اسپانیا از نقشه‌های حملات بزرگ‌تر عوامل حمله خبر داد و گفت که این افراد قصد حملات گسترده‌تر با مواد منفجره به بناهای تاریخی و جاذبه‌های گردشگری مهم شهر بارسلون از جمله کلیسای ساگرادا فامیلیا را داشتند. یکی از چهار مظنون دستگیرشده به نام محمد هولی چملال به پلیس گفته‌است که از حدود دو ماه پیش از نقشه حمله با خبر بوده‌است ولی این نقشه با انفجاری که در خانه آن‌ها رخ داد تغییر کرد.
روز ۱۴ سپتامبر ۲۰۱۷ براساس گزارش یک روزنامه کاتالان هسته تروریستی فوق در حال طراحی برای استفاده از ۱۰۰ کیلو مواد منفجره تی ای تی پی TATP برای کشتار بیشتر بوده‌است. محمد هولی چملال تنها بازمانده انفجار خانه‌ای که برای بمب سازی مورد استفاده بوده، به قاضی تحقیق این حملات گفت که آن‌ها در حال ساختن ۱۰۰ کیلو از این نوع مواد منفجره بوده‌اند.

### دادگاه مظنونان حمله
چهار تن از مظنونان دست داشتن در این حملات روز سه‌شنبه ۲۲ اوت در دادگاهی در مادرید حضور یافتند.
مقامات قضایی اسپانیا دو تن از دستگیرشدگان مرتبط به این حملات به نام‌های محمد هولی چملال و دریس اوکابیر را به ارتکاب قتل و عضویت در گروه‌های تروریستی متهم کرده‌اند و بازجویی از مظنون سوم به نام سهال الکاریب ادامه دارد؛ مظنون چهارم به نام محمد علا به قید وثیقه آزاد شد.

## واکنش‌ها

### داخلی
ماریانو راخوی، نخست‌وزیر اسپانیا گفت همهٔ مقام‌های دولت او در تماس با مقام‌های بارسلون هستند. وی که خود شخصاً راهی بارسلون شده‌است در توییتر خود نوشت رسیدگی به مجروحین در اولویت قرار دارد. همچنین وی روز جمعه ۱۹ اوت به همراه فیلیپه ششم، در مراسم یک دقیقه سکوت بیاد قربانیان در شهر بارسلون شرکت کرد.
 فیلیپه ششم پادشاه اسپانیا به همراه ملکه این کشور، روز شنبه ۱۹ اوت از حادثه‌دیدگان این حملات در دو بیمارستان بارسلون دیدن کردند.

### خارجی
- در پی حملات اسپانیا، پرچم‌های اتحادیه اروپا به حالت نیمه افراشته درآمد.[۲۹]

 دونالد ترامپ، رئیس‌جمهور آمریکا گفت: «آمریکا حمله تروریستی در بارسلون اسپانیا را محکوم می‌کند و هر آنچه را برای کمک لازم باشد انجام می‌دهد. سرسخت و قوی باشید. ما دوستتان داریم.»
 امانوئل مکرون، رئیس‌جمهوری فرانسه، طی بیانیه ای گفت: «فرانسه با قربانیان حمله غم‌انگیز بارسلون ابراز همدردی می‌کند. ما متحد و متعهد باقی خواهیم ماند.»
 ترزا می، نخست‌وزیر بریتانیا، گفت: «بریتانیا دوشادوش اسپانیا در برابر تروریسم می‌ایستد.»
 اشتفان سیبرت، سخنگوی آنگلا مرکل صدراعظم آلمان این حمله را یک «طغیان» خواند و در پیامی با قربانیان این حادثه عمیقاً ابراز همدردی کرد.

تایانی رئیس پارلمان اروپا به وقایع بارسلون واکنش نشان داد و با قربانیان همدردی کرد.

ژان کلود یونکر، رئیس کمیسیون اروپا حمله «بزدلانه» به مردم در شهر بارسلون را محکوم کرد و اعلام کرد که اتحادیه اروپا به این جنایت پاسخ خواهد داد.
- پاپ فرانسیس رهبر کاتولیک‌های جهان، این حمله را محکوم و با مردم اسپانیا ابراز همدردی کرد.[۱۹]

 ولادیمیر پوتین، رئیس‌جمهور روسیه گفت: «حمله بارسلون حاکی از نیاز به اتحاد جهانی برای مبارزه با تروریسم است.»

## مراسم بزرگداشت
روز جمعه ۱۸ اوت مراسمی برای ادای احترام به قربانیان حمله‌های بارسلون و کمبریلز در مرکز بارسلون برگزار شد که در آن مقامات اسپانیا و ده‌ها نفر از مردم این کشور و گردشگران خارجی شرکت داشتند. مقامات حاضر در مراسم عبارت بودند از: ماریانو راخوی، نخست‌وزیر اسپانیا، فلیپه ششم، پادشاه این کشور، رئیس دولت ایالتی کاتالونو تعدادی دیگر از مقامات.
اسقف کاتالونیا این گردهمایی را یک تجمع زیبای وحدت مذاهب توصیف کرد و خواست همگی برای هدف صلح و احترام و همزیستی برادرانه و محبت تلاش کنند. در این مراسم تسلیت پاپ فرانسیس قرائت شد.